# بخش نوگویا
بخش نوگویا (به اسپانیایی: Departamento Nogoyá) یک منطقهٔ مسکونی در آرژانتین است که در استان انتره ریوس واقع شده‌است. بخش نوگویا ۴٬۲۸۲ کیلومتر مربع مساحت دارد.